# South Fallsburg

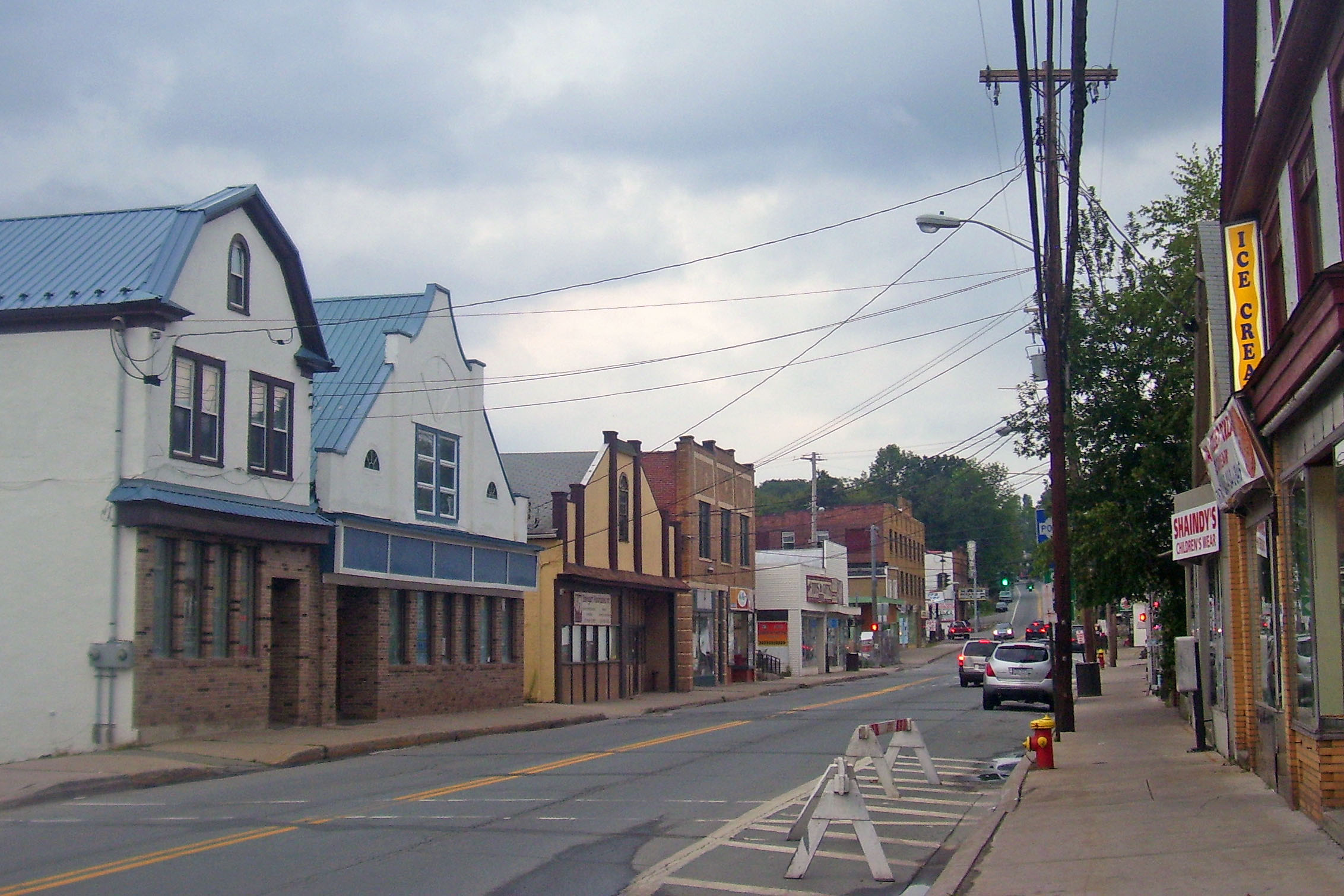
South Fallsburg, hamlet de Nova Iorque.

South Fallsburg é um hamlet localizado no condado de Sullivan, em Nova Iorque, Estados Unidos. De acordo com o censo de 2010, a população estimada é de 2870 habitantes.